# Saint-Sulpice-d’Arnoult
Saint-Sulpice-d’Arnoult település Franciaországban, Charente-Maritime megyében. Lakosainak száma 919 fő (2022. január 1.). Saint-Sulpice-d’Arnoult Balanzac, Beurlay, Corme-Royal, Les Essards, Pont-l’Abbé-d’Arnoult, Romegoux, Sainte-Gemme, Saint-Porchaire és Soulignonne községekkel határos.

## Népesség
A település népessége az elmúlt években az alábbi módon változott:
| Lakosok száma | 385  | 401  | 465  | 595  | 767  | 816  | 865  | 886  | 910  | 919  |
|               | 1968 | 1982 | 1990 | 2006 | 2013 | 2015 | 2017 | 2019 | 2020 | 2022 |